# 연수진
연수진(본명: 김수진, 1996년 2월 20일 ~ )은 대한민국의 배우이다.

## 학력
- 성신여자대학교 미디어영상연기학과

## 출연작

### 영화
- 《방황하는 칼날》 (2014년) - 연희 역
- 《러브픽션》 (2012년) - 미술관 관람 학생 3 역
- 《블라인드》 (2011년) - 어린 수아 역
- 《퀵》 (2011년) - 여중생 1 역
- 《아이들...》 (2011년) - 중학생 서현 역

### 드라마
- 《우리가 사랑할 수 있을까》 (JTBC, 2014년) - 권유경 역
- 《21세기 가족》 (tvN, 2012년) - 이하나 역
- 《못난이 송편》 (MBC, 2012년)
- 《특수사건 전담반 TEN》 (OCN, 2011년)
- 《뿌리깊은 나무》 (SBS, 2011년)

### 방송
- 《역사야 놀자》 (KBS2, 2007년)